# Bożewo (Sierpc)
Pour les articles homonymes, voir Bożewo.
Bożewo (prononciation : [bɔˈʐɛvɔ]) est un village polonais de la gmina de Mochowo dans le powiat de Sierpc de la voïvodie de Mazovie dans le centre-est de la Pologne.
Il se situe à environ 21 kilomètres au sud-ouest de Sierpc (siège de le powiat) et à 113 kilomètres au nord-ouest de Varsovie (capitale de la Pologne).
Le village comptait approximativement une population de 260 habitants en 2005.

## Histoire
De 1975 à 1998, le village appartenait administrativement à la voïvodie de Płock.

Depuis 1999, il appartient administrativement à la voïvodie de Mazovie